# Sundance Film Festival 2009
Il Sundance Film Festival 2009 si è svolto a Park City, Utah, dal 15 gennaio al 25 gennaio 2009.

## Film in concorso
Elenco dei film in competizione e vincitori dei premi non competitivi. In grassetto i vincitori.

### U.S. Dramatic
- Precious, regia di Lee Daniels
- Adam, regia di Max Mayer
- Amreeka, regia di Cherien Dabis
- Arlen Faber, regia di John Hindman
- Big Fan, regia di Robert D. Siegel
- Brief Interviews with Hideous Men, regia di John Krasinski
- Cold Souls, regia di Sophie Barthes
- Dare, regia di Adam Salky
- Don't Let Me Drown, regia di Cruz Angeles
- Humpday - Un mercoledì da sballo, regia di Lynn Shelton
- Paper Heart, regia di Nicholas Jasenovec
- Peter and Vandy, regia di Jay DiPietro
- Sin nombre, regia di Cary Fukunaga
- Taking Chance, regia di Ross Katz
- Gli ostacoli del cuore (The Greatest), regia di Shana Feste
- Toe to Toe, regia di Emily Abt

### U.S. Documentary
- We Live in Public, regia di Ondi Timoner
- Art & Copy, regia di Doug Pray
- Boy Interrupted, regia di Dana Heinz Perry
- Crude, regia di Joe Berlinger
- Dirt! The Movie, regia di Bill Benenson e Gene Rosow
- El general, regia di Natalia Almada
- Good Hair, regia di Jeff Stilson
- Reporter, regia di Eric Daniel Metzgar
- Sergio, regia di Greg Barker
- Shouting Fire: Stories from the Edge of Free Speech, regia di Liz Garbus
- The Cove, regia di Louie Psihoyos
- The Horse Boy, regia di Michel O. Scott
- The Reckoning: The Battle for the International Criminal Court, regia di Pamela Yates
- The September Issue, regia di R. J. Cutler
- When You're Strange, regia di Tom DiCillo
- William Kunstler: Disturbing the Universe, regia di Emily Kunstler e Sarah Kunstler

### World Cinema Dramatic
- Affetti & dispetti (La nana), regia di Sebastián Silva
- An Education, regia di Lone Scherfig
- Bronson, regia di Nicolas Winding Refn
- Carmo, regia di Murilo Pasta
- Cliente, regia di Josiane Balasko
- Dada, regia di Yuan Zhang
- Five Minutes of Heaven, regia di Oliver Hirschbiegel
- Kurôn wa kokyô wo mezasu, regia di Kanji Nakajima
- Le jour avant le lendemain, regia di Marie-Hélène Cousineau e Madeline Ivalu
- Louise-Michel, regia di Gustave de Kervern e Benoît Delépine
- Lulu und Jimi, regia di Oskar Roehler
- Un altro pianeta, regia di Stefano Tummolini
- Unmade Beds, regia di Alexis Dos Santos
- Victoria Day, regia di David Bezmozgis
- Zion and His Brother, regia di Eran Merav

### World Cinema Documentary
- Rough Aunties, regia di Kim Longinotto
- 211: Anna, regia di Paolo Serbandini e Giovanna Massimetti
- Afghan Star, regia di Havana Marking
- Big River Man, regia di John Maringouin
- Burma VJ: Reporter i et lukket land, regia di Anders Østergaard
- Drottningen och jag, regia di Nahid Persson
- Kimjongilia, regia di N.C. Heikin
- Let's Make Money, regia di Erwin Wagenhofer
- Nollywood Babylon, regia di Ben Addelman e Samir Mallal
- Prom Night in Mississippi, regia di Paul Saltzman
- Quest for Honor, regia di Mary Ann Bruni
- The Glass House, regia di Hamid Rahmanian
- Thriller in Manila, regia di John Dower
- Tibet in Song, regia di Ngawang Choephel
- Wonangsori, regia di Chung-ryoul Lee

### Premi speciali della giuria
- U.S. Dramatic: Mo'Nique per l'interpretazione in Precious, regia di Lee Daniels; Humpday - Un mercoledì da sballo di Lynn Shelton, per lo spirito d'indipendenza.[1]
- U.S. Documentary: Good Hair, regia di Jeff Stilson
- World Cinema Dramatic: Catalina Saavedra per l'interpretazione in Affetti & dispetti, regia di Sebastián Silva; Gustave de Kervern e Benoît Delépine per l'originalità de Louise-Michel[1]
- World Cinema Documentary: Tibet in Song, regia di Ngawang Choephel

### Premi per la migliore regia
- U.S. Dramatic: Cary Fukunaga con Sin nombre
- U.S. Documentary: Natalia Almada con El general
- World Cinema Dramatic: Oliver Hirschbiegel con Five Minutes of Heaven
- World Cinema Documentary: Havana Marking con Afghan Star

### Premi per la migliore fotografia
- U.S. Dramatic: Adriano Goldman con Sin nombre
- U.S. Documentary: Robert Richman con The September Issue
- World Cinema Dramatic: John de Borman con An Education
- World Cinema Documentary: John Maringouin con Big River Man

### Premi per il migliore montaggio
- U.S. Documentary: Karen Schmeer con Sergio, regia di Greg Barker
- World Cinema Documentary: Janus Billeskov Jansen e Thomas Papapetros con Burma VJ: Reporter i et lukket land, regia di Anders Østergaard

### Premi del pubblico
- U.S. Dramatic: Precious, regia di Lee Daniels
- U.S. Documentary: The Cove, regia di Louie Psihoyos
- World Cinema Dramatic: An Education, regia di Lone Scherfig
- World Cinema Documentary: Afghan Star, regia di Havana Marking

## La giuria
U.S. Dramatic: Virginia Madsen ( Stati Uniti), Scott McGehee ( Stati Uniti), Maud Nadler ( Stati Uniti), Mike White ( Stati Uniti), Boaz Yakin ( Stati Uniti)
U.S. Documentary: Patrick Creadon ( Stati Uniti), Carl Deal ( Stati Uniti), Andrea Meditch ( Stati Uniti), Sam Pollard ( Stati Uniti), Marina Zenovich ( Stati Uniti)
World Cinema Dramatic: Colin Brown ( Stati Uniti), Christine Jeffs ( Nuova Zelanda), Vibeke Windeløv ( Danimarca)
World Cinema Documentary: Gillian Armstrong ( Australia), Thom Powers ( Stati Uniti), Hubert Sauper ( Francia)